# Aethomys chrysophilus
Aethomys chrysophilus é uma espécie de roedor da família Muridae.
Pode ser encontrada nos seguintes países: Angola, Botswana, Quénia, Malawi, Moçambique, Namíbia, África do Sul, Tanzânia, Zâmbia e Zimbabwe.
Os seus habitats naturais são: florestas secas tropicais ou subtropicais , savanas áridas, savanas húmidas, terras aráveis, pastagens e plantações .
Está ameaçada por perda de habitat.